# Белоногий колобус
Белоногий колобус (лат. Colobus vellerosus) — вид обезьян семейства мартышковых отряда приматов, один из видов рода Колобусы.

## Классификация
Ранее считался подвидом Colobus polykomos, с которым он нередко скрещивается, однако сейчас выделяется в отдельный вид, который отличается от остальных своим голосом и другими признаками.

## Описание
Шерсть преимущественно чёрная, белая мантия отсутствует. Лицо безволосое, окружено белыми волосами. На бёдрах белые пятна, которые могут варьироваться по длине и ширине. Детёныши рождаются белыми, с возрастом шерсть приобретает взрослую расцветку. Хвост белый, очень длинный. Вес взрослого самца от 9,9 до 10,3 кг, вес взрослой самки от 8,3 до 8,7 кг, длина тела самцов от 61 до 66 см, длина тела самок от 61 до 64 см.

## Распространение
Встречается в Бенине, Кот Д'Ивуаре, Гане, Нигерии и Того, а также на крайнем юге Буркина Фасо. Предпочитает субтропические или тропические влажные низинные леса и галерейные леса, примыкающие к саванной зоне. В Бенине представители вида наблюдались также в болотистой местности и полулистопадных лесах.

## Поведение
Дневные животные, почти всё время проводяющие на деревьях. Образуют семейные группы с доминантным самцом, несколькими самками и их потомством. Каждая группа агрессивно защищает свою территорию. В рационе преимущественно молодые листья, побеги растений и семена, кроме того в рацион включаются фрукты и насекомые.

## Статус популяции
Основные угрозы популяции — охота и разрушение среды обитания. Международный союз охраны природы присвоил этому виды охранный статус «Уязвимый» (англ. Vulnerable).